# Rathaus (Herbstadt)

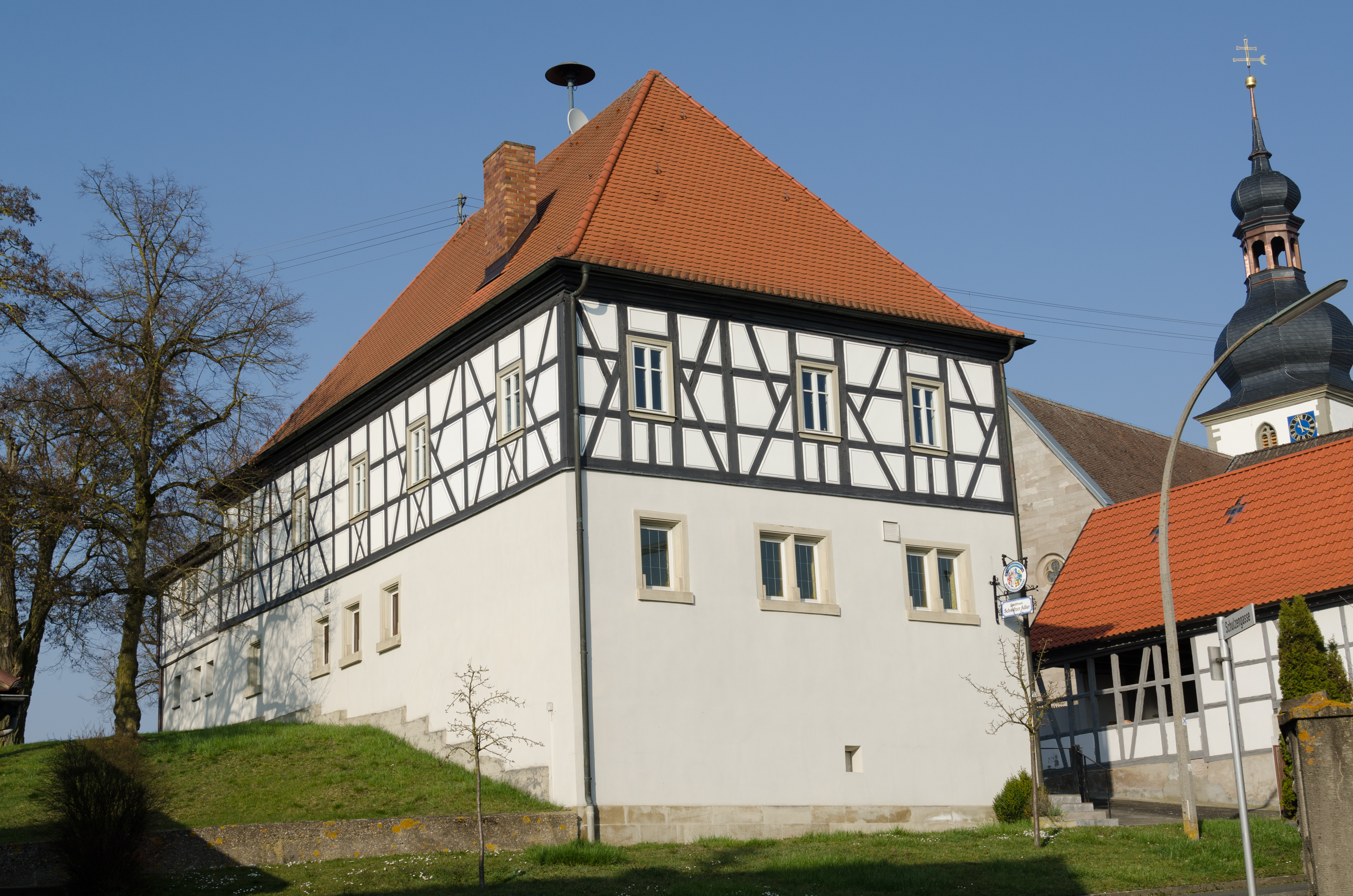
Rathaus in Herbstadt

Das Rathaus in Herbstadt, einer Gemeinde im unterfränkischen Landkreis Rhön-Grabfeld in Bayern, wurde um 1600 errichtet. Das Rathaus am Lindenhügel 5, gegenüber der katholischen Pfarrkirche   Heilig Kreuz und neben dem Schulhaus, ist ein geschütztes Baudenkmal. 
Der zweigeschossige Walmdachbau hat ein in den Hang gebautes Kellergeschoss und ein Erdgeschoss mit Sandsteinmauerwerk mit profilierten Renaissance-Fenstern. Das Obergeschoss ist in Fachwerkbauweise ausgeführt. Eine Freitreppe führt zum rundbogigen Portal mit Sandsteinrahmung.
Im Inneren sind historische Ausstattungsteile erhalten. 